# Куба на юношеских Олимпийских играх
Куба принимает участие в юношеских Олимпийских играх: в летних Играх — начиная с Игр 2010 года, в зимних Играх — на настоящее время не принимали участия ни разу.
Спортсмены Кубы на всех юношеских Олимпийских играх выиграли в сумме 24 медали, из них 15 золотых, все медали завоёваны на летних Играх; в неофициальном медальном зачёте спортивная делегация Кубы занимает 15-е место.

## Медальный зачёт

### Медали на летних юношеских Олимпийских играх
| Игры              | Участников | Золото | Серебро | Бронза | Всего | Место |
| 2010 Сингапур     | 41         | 9      | 3       | 2      | 14    | 5     |
| 2014 Нанкин       | 12         | 2      | 1       | 1      | 4     | 35    |
| 2018 Буэнос-Айрес | 19         | 4      | 0       | 2      | 6     | 16    |
| Всего             | Всего      | 15     | 4       | 5      | 24    | 11    |